# Hell Let Loose
Hell Let Loose je taktická multiplayerová střílečka z pohledu první osoby vyvinutá australským studiem Black Matter a publikována společností Team17. Hra byla uveřejněna s předběžným přístupem 6. června 2019 a oficiálně vydána 27. července 2021 pro Microsoft Windows. Verze hry pro konzole PlayStation 5 a Xbox Series X/S vyšly 5. října 2021. Hra hráče zavede do prostředí taktického boje na úrovni čety v ikonických bitvách druhé světové války na západní i východní frontě.
Hra byla financována kampaní na Kickstarteru v roce 2017, kde vybrala 220 tisíc dolarů.

## Hratelnost
Herní zápasy probíhají ve formátu bitvy až 50 proti 50 hráčům na německé, americké nebo sovětské straně. Komunikace mezi hráči a kooperace je zásadním aspektem herního modelu. Hra má dva herní režimy: Warfare a Offensive. Režim Warfare funguje na základě ovládnutí sektorů na principu capture-the-flag, přičemž v režimu Offensive jeden z týmu na začátku hry ovládá všechny sektory a brání je proti útočníkům.
K roku 2022 hra obsahuje několik ikonických map z prostředí Sainte-Marie-du-Mont, Omaha Beach, Carentanu, Hürtgenského lesa, Hill 400, Stalingradu, Utah Beach, Sainte-Mère-Église, Remagenu, Bastogne nebo Kursku.